# 愛媛帝京短期大学
愛媛帝京短期大学（えひめていきょうたんきだいがく）は、愛媛県大洲市柚木947に本部を置いていた日本の私立大学である。1966年に設置され、1972年に廃止された。廃校後のキャンパスは同系列である帝京冨士中学校・高等学校の設置に利用された。

## 概要

### 大学全体
- 学校法人冲永学園により1966年に設置された日本の私立短期大学である[4] [5]。1学科2専攻。

### 教育および研究
- 家政科が置かれ、衣食住を学ぶ家政専攻と、栄養士を養成する食物栄養専攻を設置した[6]。

### 学風および特色
- 当初、女子を対象とした[7]。

### 入学試験
- 国語、社会、面接。社会科目は政治経済・日本史・地理から選択した[7]。

## 沿革
- 1965年
  - 9月28日 文部省[注 1]に短期大学の設置認可の申請する[8]。
- 1966年
  - 3月18日 文部省[注 1]から短期大学の設置が認可される[9]。
  - 4月1日 開学、家政科入学定員50名[1][9][10][11]。学生数は女子4名[12][13]他の文献で男4、女4と記載がある[14]
- 1967年 家政科を以下の2専攻に分離する[15][6][16][17]。
  - 家政科
    - 家政専攻：20名
    - 食物栄養専攻：30名
- 1970年度に募集を終了する。累積入学者数は53、卒業生数は42[18]。
- 1972年3月31日 廃校[19]

## 基礎データ

### 所在地
- 愛媛県大洲市柚木947[3]

## 教育および研究

### 組織

#### 学科
- 家政科
  - 家政専攻
  - 食物栄養専攻

#### 専攻科
- なし

#### 別科
- なし

#### 取得資格について
資格
- 栄養士資格 - 食物栄養専攻[7]。

教職課程
- 中学校教諭二級免許状（家庭）- 家政専攻[7]。

## 大学関係者と組織

### 大学関係者一覧

#### 大学関係者
- 尾中勝也：学長
- 清家新一：教員

## 施設

### キャンパス
- 当時、国鉄予讃線伊予大洲駅からスクールバスが運行されていた[20]。

## 社会と関わり

### 卒業後の進路

#### 就職
- 家政科
  - 家政専攻：一般企業。
  - 食物栄養専攻：栄養士として病院や学校など。

#### 編入学・進学実績
- 帝京大学へ編入学制度。